# 揚尼克·韋斯特高
揚尼克·維斯特加德（丹麥語：Jannik Vestergaard；1992年8月3日—）是一位丹麥足球運動員，在場上的位置是中後衛。現在效力於英超球隊莱斯特城、丹麥國家足球隊。他出生在哥本哈根。曾效力於賀芬咸。在2015年1月，他轉會云達不萊梅。

## 俱樂部生涯

### 南安普敦
2019年8月31日，維斯特加德在球隊對陣曼聯的1-1平局比賽中，為俱樂部踢進了自己的第一個進球。

## 榮譽

### 俱乐部
莱斯特城
- 英冠冠軍：2023-24賽季[7]

## 外部連結
- Soccerway資料庫：揚尼克·韋斯特高